# Brigitta Scherzenfeldt

El traje zúngaro de Brigitta Scherzenfeldt en Livrustkammaren - nº de catálogo, 43169.

Brigitta Christina Scherzenfeldt (1684-4 de abril de 1736), fue una mujer sueca autora de unas memorias y profesora de tricotado y bordado que fue capturada durante la Gran guerra del Norte y vivió como esclava 15 años en el Kanato de Zungaria en Asia Central. Dictó sus memorias, describiendo su vida como esclava, después de su liberación. Su historia es considerada una fuente única de información sobre la vida de los zúngaros y Asia Central en el siglo XVIII.

## Primeros años
Nacida en Bäckaskog Manor en Escania en Suecia, hija del teniente noble Knut Scherzenfeldt y su esposa Brigitta Tranander, se casó con el agente militar Bernow de los Guardias de Vida en 1699 y le siguió a la guerra en 1700. Ella vivió principalmente en Riga, y cuando su cónyuge cayó en Toruń en 1703, se casó con el mariscal de campo Johan Lindström. Después de la batalla y saqueo de Narva de 1704, ambos fueron llevados a Moscú como prisioneros, y allí enviudó de nuevo en 1711. Se volvió a casar en 1712, con el teniente Michael Ziems, un alemán al servicio sueco que había sido hecho prisionero de guerra por los rusos durante su servicio en el ejército sueco; posteriormente ambos fueron deportados a Tobolsk en Siberia.
Ziems, que no era súbdito sueco, entró al servicio del ejército ruso en 1715 para obtener su libertad. En 1716, Ziems formó parte de los refuerzos enviados a la guarnición de Ivan Bucholtz en el lago Jarmyn, en el tramo superior del río Irtish, por el gobernador Matvei Petrovich Gagarin. Scherzenfeldt, así como muchas otras personas suecas y alemanas al servicio ruso, soldados, oficiales y sus familias, formaban parte de aquel convoy. Al mismo tiempo, la guarnición fue atacada y capturada por los zúngaros, que también avistaron y derrotaron el convoy, asesinando a Michael Ziems en el proceso.

## Esclavitud
Scherzenfeldt fue capturada, maltratada con hierros y cuerdas, desnudada, y casi violada, pero se defendió con tal ferocidad, que de un mordisco arrancó un trozo de carne de la pierna de su atacante hasta el hueso. El agresor entonces quiso matarla, pero un camarada se lo impidió, y la llevaron desnuda hasta la sede del Khanato en Ilí con los otros supervivientes y presentados como esclavos al Khan, Tsewang Rabtan; este se enteró de su autodefensa y le preguntó con curiosidad por qué se había resistido a la violación con tal energía, y cuando ella le habló de las costumbres de su país, se aseguró de que no fuera sometida a más acoso sexual y se la dio como regalo a una de sus esposas, una princesa del Tíbet, que dio a Scherzenfeldt ropa para llevar. La historia sobre el intento de violación no se encuentra en su historia oficial, debido al pudor de la época, pero ella se la contó a una mujer inglesa, la Señora Vigor, varios años más tarde en Moscú.
Scherzenfeldt se convirtió en profesora de punto y bordado, apreciada por su conocimiento en estas labores y sus buenos modales; fue nombrada instructora de punto de la hija favorita del Khan, la princesa Seson, y fue pronto considerada más una cortesana que una esclava; durante dos años, fue la gerente oficial para las compras de la dote de la princesa en el condado Yarkent en Sinkiang en el oeste de China, donde fue la primera persona sueca vista allí hasta los años 1890. Fue también activa en hacer la vida más llevadera para los otros esclavos suecos.
Entre ellos estaba un teniente coronel llamado Johan Gustaf Renat (nacido hacia 1682 en Estocolmo), hijo de inmigrantes judíos holandeses que se habían convertido al cristianismo en 1681, y que había sido capturado durante su servicio en el ejército sueco; instruyó a los zúngaros en la fabricación y uso de cañones y la impresión de libros, entrenándolos en artillería y liderando luego una batalla contra los chinos; también hizo algunos telares para los talleres de Scherzenfeldt.
La princesa Seson quiso que Scherzenfeldt fuera con ella cuando se casó con el Khan de los calmucos del Volga, pero ella se negó, y en cambio, se  "casó" con Renat (el matrimonio no se formalizó en ningún momento), y dejó la corte de la princesa.
Poco después, en 1727, el Khan, Tsewang Rabtan murió, y la princesa, su madre, y su corte fueron acusados de haberle envenenado para colocar al hermano de Seson en el trono; confesaron bajo tortura y fueron ejecutados en masa.
Scherzenfeldt fue objeto de numerosas sospechas e intrigas pero sobrevivió gracias a su sentido común y gran cuidado, e incluso consiguió que el nuevo Khan aceptara su demanda de que dieciocho suecos y ciento treinta y cuatro esclavos rusos fueran liberados. 

## La liberación
En 1733, Scherzenfeldt y Renat dejaron Asia Central en compañía de una embajada rusa y veinte esclavas zúngaras o calmucas, que les fueron regaladas al partir; seis fueron mantenidas por los rusos, pero la mayoría fallecieron antes de llegar a Moscú. Allí fue donde Scherzenfeldt se casó con Renat y contó sus experiencias a la Señora Vigor, que las publicó en forma de memorias. Cuando los supervivientes llegaron a Estocolmo en 1734, las tres esclavas calmucas restantes (Altan, Iamakiss y Zara) fueron bautizadas y tomaron los nombres de Anna Catharina, Maria Stina y Sara Greta; que entonces se convirtieron en sirvientas en la casa de los Renat.
Scherzenfeldt falleció en Estocolmo en 1736. Su vestido y caftán zúngaros de seda roja se encuentran en exhibición en el Livrustkammaren en Estocolmo.

## En los medios de comunicación
- Su libro no está disponible en inglés.
- Aparece en una película rusa titulada La Conquista de Siberia, pero que cambia completamente su historia.[1]